# Dražovice (district de Vyškov)
Pour les articles homonymes, voir Dražovice.
Dražovice (en allemand : Draswitz) est une commune du district de Vyškov, dans la région de Moravie-du-Sud, en République tchèque. Sa population s'élevait à 940 habitants en 2020.

## Géographie
Dražovice se trouve à 10 km au sud-ouest de Vyškov, à 25 km à l'est de Brno et à 206 km au sud-est de Prague.
La commune est limitée par Podbřežice au nord, par Lysovice au nord-est, par Letonice au sud-est et au sud, et par Němčany au sud-ouest, et par Rousínov et Komořany à l'ouest.

## Histoire
La première mention écrite du village date de 1131.